# Aurelio (Roma)
Aurelio è il tredicesimo quartiere di Roma, indicato con Q. XIII.

## Geografia fisica

### Territorio
Si trova nell'area ovest della città, a ridosso delle Mura leonine e delle Mura aureliane.
Il quartiere confina:
- a nord con il quartiere Q. XIV Trionfale e il territorio della Città del Vaticano
- a est con i rioni R. XIV Borgo e R.XIII Trastevere
- a sud con il quartiere Q. XII Gianicolense
- a ovest con il suburbio S. IX Aurelio e il quartiere Q. XXVII Primavalle

## Storia
L'Aurelio è fra i primi 15 quartieri nati nel 1911, ufficialmente istituiti nel 1921 e prende il nome dalla via Aurelia.

### Stemma
Di porpora all'aquila abbassata d'oro, armata di rosso, coronata d'oro, stringente negli artigli a destra la spada, a sinistra il volumen.

## Monumenti e luoghi d'interesse

### Architetture civili
- Villa Abamelek
- Villa Carpegna

### Architetture religiose
- Chiesa di Santa Maria delle Grazie alle Fornaci, su piazza Santa Maria delle Fornaci.
- Chiesa di San Pio V, su largo San Pio V.
- Chiesa di Santa Maria del Riposo, all'incrocio tra via Aurelia e via della Madonna del Riposo.
- Chiesa di Santa Maria della Visitazione all'Aurelio, su via di Torre Rossa. 41.893585°N 12.429557°E

Ex monastero annesso della parrocchia di San Pio V, situato nel contesto dell'odierna sede didattica del Pontificio istituto di musica sacra.
- Cappella dell'Ospizio Santa Margherita di Savoia, su via del Casale di San Pio V.

Chiesa annessa all'istituto per ciechi, e luogo sussidiario di culto della parrocchia di San Pio V.
- Chiesa di San Gregorio VII, su via Gregorio VII.
- Chiesa di Santa Maria Mediatrice, sulla via omonima.
- Chiesa di Sant'Ambrogio, su via Girolamo Vitelli.
- Chiesa di San Giuseppe Cottolengo, su via di Valle Aurelia.
- Chiesa di Santa Maria della Provvidenza, su via degli Embrici. 41.909617°N 12.434609°E

Chiesa rettoria della parrocchia di San Giuseppe Cottolengo.
- Chiesa di Santa Maria Immacolata di Lourdes, su via Santa Bernadette.
- Chiesa di San Leone, su via di Boccea.
- Chiesa dei Santi Protomartiri Romani, su via Angelo Di Pietro.
- Chiesa di Santa Caterina Martire, su via del Lago Terrione.

Chiesa ortodossa russa.

### Strutture ospedaliere
- Istituto Dermopatico dell'Immacolata
- Ospedale San Carlo di Nancy

### Siti archeologici
- Catacomba di Calepodio
- Porta Cavalleggeri
- Porta San Pancrazio

### Aree naturali
- Parco regionale urbano del Pineto

## Geografia antropica

### Urbanistica

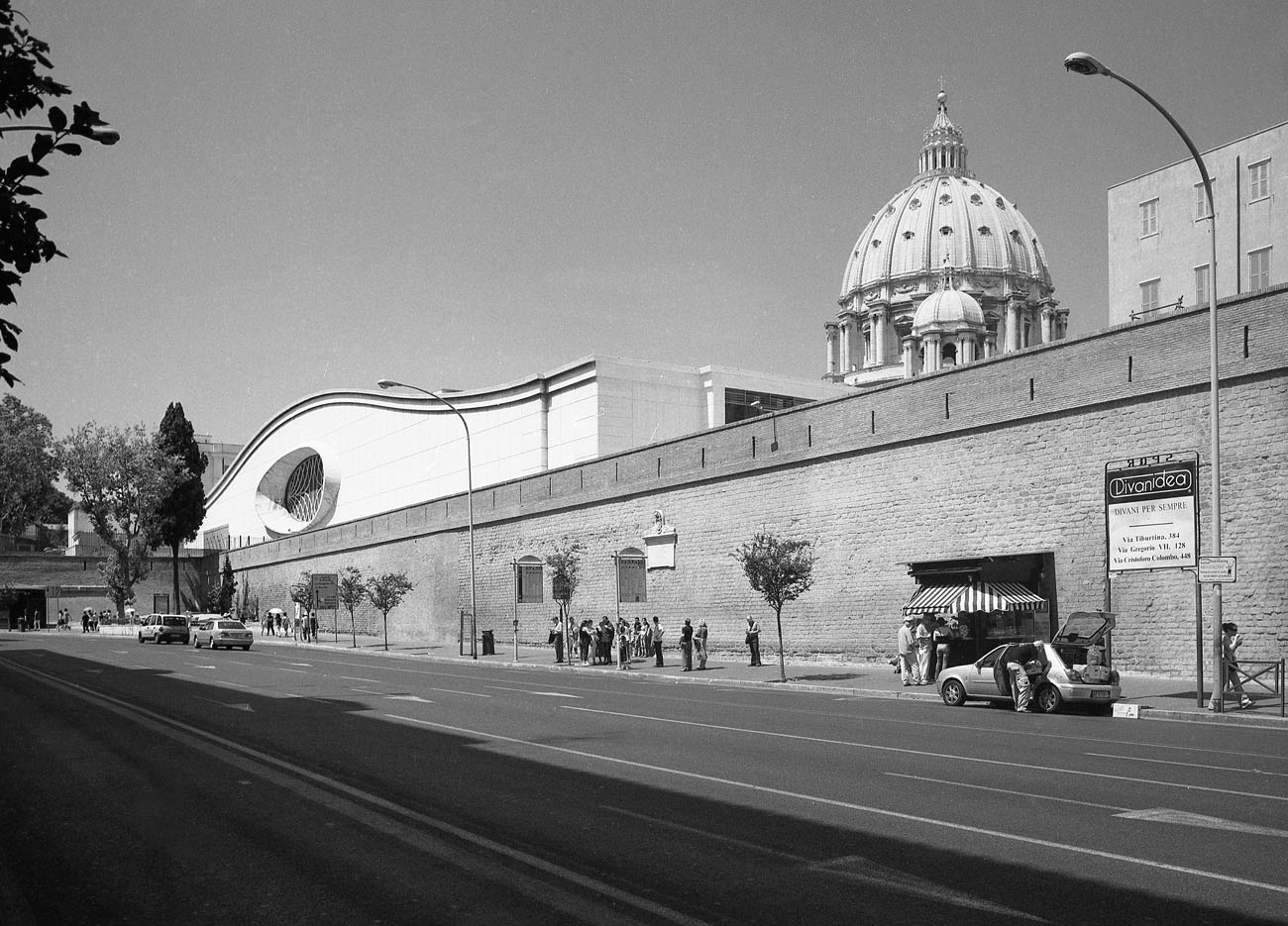
Via di Porta Cavalleggeri (2007)

Nel territorio del quartiere Aurelio si estendono le zone urbanistiche 18A Aurelio Sud, 18D Aurelio Nord e l'area sud della 19A Medaglie d'Oro.

### Suddivisioni storiche
- Valle Aurelia

### Odonomastica
Vista la vicinanza con la Città del Vaticano, strade e piazze del Quartiere Aurelio sono dedicate, per la maggior parte, a pontefici e cardinali. Nella parte settentrionale del quartiere, invece, la toponomastica ricorda principalmente eminenti giuristi. Nella parte nord-ovest, invece, vi sono alcuni odonimi riferiti a letterati ed umanisti. I toponimi del quartiere possono essere ricompresi nelle seguenti categorie:
- Cardinali, ad esempio Via Cardinal Agliardi, Via Egidio Albornoz, Via Lodovico Altieri, Via Giovanni Bessarione, Piazza Francesco Borgongini Duca, Via Camillo Caccia Dominioni, Via Bonaventura Cerretti, Via del Cottolengo, Via Angelo Di Pietro, Via Cardinal Domenico Ferrata, Via Ludovico Micara, Via Cardinal Pacca, Via Giuseppe Pecci, Via Agostino Richelmy, Via Bartolomeo Roverella;
- Giuristi, ad esempio Via Accursio, Via Francesco Albergotti, Via Andrea Alciato, Via Baldo degli Ubaldi, Via Domenico Barone, Via Bartolo da Sassoferrato, Via Enrico Besta, Via Prospero Farinacci, Via Graziano, Via Francesco Pacelli, Via Francesco Scaduto, Via Francesco Schupfer;
- Letterati, ad esempio Via Giovanni Aurispa, Rampa Antonio Ceriani, Via Giacinto De Vecchi Pieralice, Via Giovanni Battista Gandino, Via Giacomo Giri, Via Giannozzo Manetti, Via Giorgio Merula, Via Umberto Moricca, Via Carlo Pascal, Via Ettore Stampini;
- Papi, ad esempio Via Anastasio II, Via Bonifacio VIII, Piazzale e Via Gregorio VII, Via Innocenzo III, Via Innocenzo XI, Via Leone XIII, Via Marcello II, Via Paolo II, Via Pelagio I, Via Pio IV, Largo e Via San Pio V, Piazza Pio XI, Via Sabiniano, Via Sant'Agatone papa Via San Damaso, Via Sant'Evaristo, Via San Lucio, Via Sant'Ormisda, Via San Silverio, Via San Telesforo;
- Toponimi locali, ad esempio Via Aurelia, Via del Casale di San Pio V, Via della Cava Aurelia, Via delle Fornaci, Via di Monte del Gallo, Via della Stazione di San Pietro, Via di Valle Aurelia, Via di Villa Betania.

## Infrastrutture e trasporti
|  | È raggiungibile dalle stazioni di Roma San Pietro e Valle Aurelia. |

|  | È raggiungibile dalla stazione di Roma San Pietro. |

## Sport

### Pallacanestro
- A.S.D. Petriana Basket che, nel campionato 2019-2020, milita nel campionato maschile di Serie C Gold.[2]